# Jean-Marc Lovay
Œuvres principales
- Épître aux martiens (1969)
- Aucun de mes os ne sera troué pour servir de flûte enchantée (1998)
- Tout là-bas avec Capolino (2009)

Jean-Marc Lovay, né le 14 janvier 1948 à Sion est un écrivain suisse d'expression française.

## Biographie
À 16 ans, il quitte brusquement le collège et commence un apprentissage de photographe. En 1967, il organise une petite expédition sur le mont Ararat, en Turquie, avec du matériel de montagne et deux voitures d'occasion. À son retour, il travaille comme journaliste à la « feuille d'avis du Valais » qui deviendra Le Nouvelliste.
Il part voyager en Asie, en Afghanistan, au Népal entre 1968 et 1970, puis une année au Népal entre 1970 et 1971. Durant ces voyages, il échange une correspondance avec son ami Maurice Chappaz. En 1972, il est journaliste pour la radio à Berne, au service des ondes courtes. Entre deux voyages, il s'ajourne à Fribourg, Pinsec et Ayent, il écrit sans relâche.
Pour vivre, il fait également de l'artisanat, du travail sur bois, d'élevage, de la collaboration avec des journaux et la Radio suisse romande. Mais il continue à voyager dont six mois à Madagascar (1988), une saison en Écosse, en Suède et en Australie, où il a donné des conférences comme « ambassadeur des lettres romandes ». Elles seront publiées sous Conférences aux antipodes
Son style est caractérisé par de longues phrases aux propositions imbriquées de manière récursive, de sorte que la lecture de toute la phrase est nécessaire pour en comprendre le sens. En adaptant sa vitesse au texte, le lecteur peut néanmoins alléger la difficulté de sa lecture, et découvrir alors un texte bien moins étrange qu'il n'y paraît.
Le fonds d'archives de Jean-Marc Lovay se trouve aux Archives littéraires suisses à Berne.

## Publications
- Les régions céréalières, Gallimard, 1976, Prix Rambert, 1977
- Le baluchon maudit, Gallimard, 1979
- Polenta, Gallimard, 1980
- La tentation de l'Orient, Bertil Gallant, 1970 et 1984, Correspondance avec Maurice Chappaz
- La cervelle omnibus, A. Du C.N. (Genève), coll. « Luigi Luccheni », 1979
- Le convoi du colonel Fürst, Zoé, 1985, Prix Michel Dentan
- Conférences aux antipodes, Zoé, 1987
- Un soir au bord de la rivière : roman, Genève, Zoé, 1990, 305 p. (ISBN 2-88182-071-9)
- Midi solaire, Zoé, 1993
- Le Valais en mouvement, Schmid Imprimeur, 1994, Sion
- La négresse et le chef des avalanches et autres récits, Zoé, 1996
- Aucun de mes os ne sera troué pour servir de flûte enchantée, Zoé, 1998
- Asile d'azur, Zoé, 2002
- Épître aux martiens, Zoé, 2004, Livre écrit à l'âge de 19 ans
- Réverbération, Zoé, 2008
- Tout là-bas avec Capolino, Carouge-Genève, Zoé, 2009, 156 p. (ISBN 978-2-88182-653-5)
- Chute d'un bourdon, Zoé, 2012

## Œuvres sur Jean-Marc Lovay
- Le toboggan des images, lecture de Jean-Marc Lovay, Jérôme Meizoz, Éditions Zoé, 1994
- Un lieu de parole: notes sur quelques écrivains du Valais romand, Éditions Pillet, 2000
- Quarto, revue des archives littéraires suisses, n° 46 : Jean-Marc Lovay. - Genève (Suisse) : Slatkine Erudition, 2019. -  (ISBN 978-2-05-102845-5). -(Numéro reprenant des contributions issues de la journée d'étude tenue à Fribourg en 2018 sur l’œuvre de J.-M. Lovay)

## Récompenses
- 1969 Prix Georges-Nicole pour Épître aux martiens
- 1976 Prix de la Fondation Del Duca
- 1976 Prix littéraire de la Vocation[3]
- 1977 Prix Rambert pour Les régions céréalières
- 1977 Gastpreis du canton de Berne
- 1981 Mention Schiller
- 1998 Prix Pittard de l'Andelyn
- 2003 Prix de la Ville de Genève
- 2006 Bourse Pro Helvetia
- 2010 Prix Lipp Suisse
- 2013 Grand prix suisse de littérature, pour l’ensemble de son œuvre[4]

## Citation
Tenu par une poignée d'admirateurs pour l'un des plus grands auteurs actuels, le romancier suisse Jean-Marc Lovay est aussi mystérieux que ses livres, Le blog de Didier Jacob, Lenouvelobs.com, 16 juillet 2009. L'interview de Jean-Marc Lovay Site visité le 15 septembre 2009